# Belen (district)
Belen is een Turks district in de provincie Hatay en telt 26.256 inwoners (2007). Het district heeft een oppervlakte van 129,5 km². Hoofdplaats is Belen.
De bevolkingsontwikkeling van het district is weergegeven in onderstaande tabel.
| 1997   | 2000   | 2007   |
| ------ | ------ | ------ |
| 26.110 | 28.382 | 26.256 |